# Jóhanna Vala Jónsdóttir
Jóhanna Vala Jónsdóttir (Reykjavík, 1986) è una modella islandese.
Ha vinto il titolo di Miss Islanda 2007, il 25 maggio 2007 presso il Broadway di Reykjavík, durante la diretta trasmessa da Skjareinn.
Ha quindi rappresentato l'Islanda a Miss Mondo 2007 a Sanya, in Cina, dove però non è riuscita a superare le fasi preliminari del concorso, che ha visto vincere alla fine Zhang Zilin, delegata della Cina.
Al momento dell'incoronazione, la modella islandese lavorava come assistente di volo.